# Środek maskujący
Środek maskujący – substancja chemiczna, składnik żywności i niektórych kosmetyków, zapobiegający przyłączaniu się do nich niepożądanych jonów metali (np. kadmu, żelaza, miedzi), przyspieszających proces utleniania produktu, a co za tym idzie, powodujących jego psucie.